# Július Špánik
Július Špánik (1. dubna 1912 – 1994 Bratislava) byl slovenský a československý politik a poválečný poslanec Ústavodárného Národního shromáždění za Demokratickou stranu.

## Biografie
Profesí byl pedagogem. Získal vysokoškolské vzdělání. Vyučoval na měšťanské škole v Gajarech. Zapojil se do místního veřejného a kulturního života. V roce 1932 spoluzakládal Sportovní klub Gajary. Roku 1936 inicioval vznik místní odbočky Matice slovenské. Byl též aktivní v ochotnickém divadle. Působil v orelské jednotě a dalších katolických spolcích. Za první republiky byl členem sociální demokracie. Za tzv. slovenského štátu pracoval v rozhlase, po osvobození vstoupil do Demokratické strany, v jejímž rámci tvořil katolické křídlo.
V parlamentních volbách v roce 1946 se stal členem Ústavodárného Národního shromáždění za Demokratickou stranu. V parlamentu setrval do konce funkčního období, tedy do voleb do Národního shromáždění 1948.
Po únorovém převratu byl pronásledován. Musel opustit Bratislavu a ztratil učitelské místo na střední škole. Přestěhoval se do domku manželky v Gajarech. Nastoupil jako manuální pracovník na jakubovské rybníky. Pak se stal mistrem v drůbežárně v Myjavě. Věnoval se studiu historie a psal scénky pro veřejné besídky a estrády. Později byl zatčen a vězněn. Důvodem byla jedna scénka, kterou napsal a v níž měl přirovnat předsedu JZD k beranovi. Za urážku veřejného činitele byl odsouzen na půl roku nepodmíněně. Později byl rehabilitován a pracoval v odboru středního školství ve Výzkumném ústavu pedagogickém. Podílel se na přípravě nových učebnic a osnov. Přestěhoval se zpět do Bratislavy, kde mu byl vrácen zabavený byt. Od ledna 1962 do dubna 1968 byl agentem StB v regionu Bratislava-okolie (krycí jméno Borik) se zaměřením na bývalou Demokratickou stranu.
Zemřel v roce 1994 v Bratislavě.